# Lenny Castro

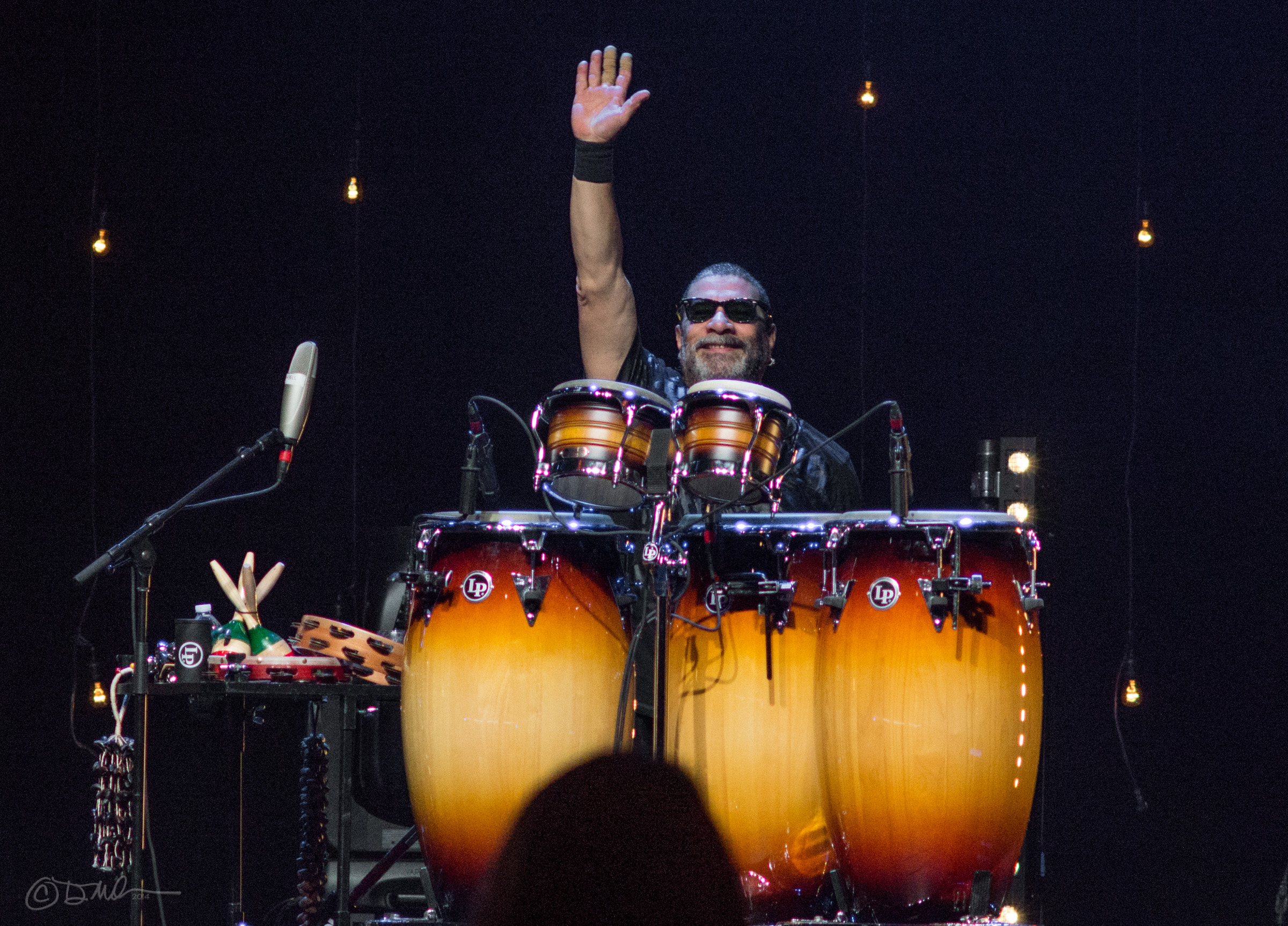
Lenny Castro

Lenny Castro (* 19. September 1956 in New York City, USA) ist ein US-amerikanischer Perkussionist und Session-Musiker.

## Karriere
Im Alter von 15 Jahren begann Castro, Congas aus Fiberglas zu spielen. Er erlernte das Spielen, indem er Musikern in den New Yorker Parks zusah. Seine Einflüsse bestanden vor allem in den Beatles, Jimi Hendrix, Armando Peraza, Mongo Santamaría und Willie Bobo. Später zog Castro nach Los Angeles, wo er den Einstieg in die dortige Musikszene schaffte.
Castro ist ein gefragter Studiomusiker. Ihm ist es mit zu verdanken, dass Perkussion ein wichtiger Teil auch in der Rock- und Pop-Musik ist. Bekannte Künstler und Gruppen, mit denen er im Studio zusammenarbeitete, sind unter anderem Gossip, die Rolling Stones, Toto, die Red Hot Chili Peppers, Stevie Wonder, Oasis und Eric Clapton. Mit bekannten Künstlern und Bands wie Fleetwood Mac, Los Lobotomys, Karizma und Joe Bonamassa ging er auf Tournee.

## Ausstattung
Zu seiner Ausstattung gehören unter anderem Klassische Congas, Timbales, Bongos und Shakers sowie Cowbells und diverse Hand Perkussion Instrumente. Sämtliche Instrumente sind von der Firma Latin Percussion, die er seit Beginn seiner Karriere verwendet.

## Diskografie (Auszug)
- 1979: Christopher Cross (Christopher Cross)
- 1982: Toto IV (Toto)
- 1985: In Square Circle (Stevie Wonder)
- 1987: Dream Come True (Karizma), Freedom At Midnight (David Benoit)
- 1989: Los Lobotomys (Los Lobotomys), Cuba (Karizma)
- 1994: Voodoo Lounge (The Rolling Stones), Candyman (Steve Lukather)
- 1996: I’m Alive (Joseph Williams)
- 1999: Bowfingers große Nummer (Filmsoundtrack)
- 2005: Don’t Believe the Truth (Oasis)
- 2006: Falling In Between (Toto), Stadium Arcadium (Red Hot Chili Peppers), Creole Love Call (Nils Landgren und Joe Sample)
- 2009: Music for Men (Gossip)
- 2010: Slash (Slash)